# Addison Lee
Addison Lee (А́ддисон Ли) — частная компания по прокату такси в Лондоне. 
Компания была основана Джоном Гриффином как Pacecroft Limited в 1975 году. 

## Текущий день
Компания управляет парком из 4000 автомобилей с годовым доходом более £ 900 млн.  Помимо того, что является частным оператором проката, Addison Lee также управляет частной автобусной компанией с парком из 100 автобусов различных размеров.

### Поглощение компании
В апреле 2013 года было объявлено, что Carlyle Group, частная инвестиционная компания, приобретет Addison Lee за нераскрытую сумму, которая, как сообщается, составит 300 миллионов фунтов стерлингов. Джон Гриффин первоначально оставался председателем, а сын Лиам сменил Дэрила Фостера на посту генерального директора.
В течение 2014 года компания объявила о нескольких старших сотрудниках, включая Питера Баучера (CCO), Кэтрин Фэйерс (директор по операциям), Гари Каста(главный советник) и др.  В интервью СМИ в октябре 2014 года было объявлено, что основатель Джон Гриффин ушел в отставку ранее в этом году и больше не связан с компанией. 

### Технологии
Addison Lee в значительной степени опирается на информационные технологии для автоматизации и оптимизации процесса управления большим количеством водителей и заданий с помощью КПК, GPS-слежения и обмена текстовыми сообщениями. Компания ежегодно тратит 1,5 млн. фунтов стерлингов на ИТ.
Использование  компанией технологий  сыграло важную роль в сокращении выбросов и привело к получению нескольких наград.
Программное обеспечение Addison Lee также было применено в других отраслях со стороны программного партнера компании Haulmont Technology. Первым объявленным клиентом была компания JBW, исполнительное агентство. 

### Полемика
В апреле 2012 года председатель Addison Lee Джон Гриффин дал указание всем своим водителям начать использовать автобусные полосы, против воли корпорации  Транспорта для Лондона . Гриффин утверждал, что разрешение использовать полосы только лицензированным черным такси было «несправедливой дискриминацией».
Джон Гриффин сказал, что фирма "возместит любые штрафы или платежи", которые будут нести водители фирмы. В апреле 2012 года Высокий суд постановил, что Addison Lee не может поощрять или инструктировать своего водителя использовать автобусные полосы. 
В апрельском выпуске корпоративного журнала Addison Lee Add Lib  Джон Гриффин использовал свою редакционную статью, чтобы высказать свое мнение о том, что столкновения с велосипедистами были неизбежны, и это не вина его водителей.  Это вызвало реакцию Лондонского велосипедного сообщества, в том числе Лондонской велосипедной кампании, Levenes Cycle,  которые начали бойкотировать  Addison Lee, оставляя отрицательные отзывы о приложении компании для iPhone,  организовывая акции протеста и призывая людей лоббировать свои компании, чтобы остановить их учетные записи Addison Lee.  
В 2015 году, после сообщений о том, что небольшое количество водителей Addison Lee выгоняли однополые пары из своих автомобилей, компания ввела диплом для своих водителей, который включает в себя обучение по вопросам равенства. 